# The Mad Hermit
The Mad Hermit er en amerikansk stumfilm fra 1910 af Barry O'Neil.